# Cmentarz wojenny nr 59 – Przysłup
Cmentarz wojenny nr 59 – Przysłup – austriacki cmentarz z I wojny światowej znajdujący się w północno-wschodniej części przysiółka Przysłup w gminie Uście Gorlickie, popod szczytem Magury Małastowskiej, zaprojektowany przez Dušana Jurkoviča. Jeden z ponad 400 zachodniogalicyjskich cmentarzy wojennych zbudowanych przez Oddział Grobów Wojennych C. i K. Komendantury Wojskowej w Krakowie. Należy do I Okręgu Cmentarnego Nowy Żmigród.

## Opis
Obiekt znajduje się w lesie, na stoku Magury Małastowskiej. Najłatwiej do niego trafić ścieżką znakowaną biało-czarnymi kwadratami  ze szczytu Magury Małastowskiej. Ścieżka rozpoczyna się na rozejściu szlaków zielonego  i niebieskiego . Przechodzi najpierw koło znajdującego się około 100 m od rozejścia szlaków cmentarza wojennego nr 58, a następnie po około 20 minutach dochodzi do cmentarza nr 59.
Cmentarz ma kształt prostokąta o powierzchni 163 m², otoczonego kamiennym murem wysokości około metra z trzech stron oraz kamiennej trójkątnej ściany zakończonej kamiennym krzyżem. Na jego obszarze usytuowanych jest 17 mogił zbiorowych oraz jeden nagrobek pojedynczy urodzonego w Lazne Podehrady w 1888 roku Czecha Emila z Obereigneru. Całość cmentarza jest po generalnym remoncie i oczyszczeniu z krzaków, drzew i chwastów. W latach 2007–2008 cmentarz został odnowiony przez Stowarzyszenie Magurycz z inicjatywy Stowarzyszenia Przyjaciół Nowicy. Zachowały się także oryginalne kamienne słupki HV wyznaczające granice działki cmentarnej.
Na pomniku zachował się napis wyryty w kamiennej płycie:
WOLLT IHR DIE HEIMGEGANGENEN
HELDEN EHREN SCHENKT
EUER HERZ DER ERDE
DIE SIE DECKT
Na cmentarzu pochowano w 17 mogiłach zbiorowych i 1 grobie pojedynczym 80 żołnierzy:
- 60 austro-węgierskich z następujących jednostek: 40 Pułku Piechoty Austro-Węgier z Rzeszowa. 56 PP z Krakowa, 89 PP z Jarosławia, 98 PP z Josevova, 36 PP, 3 PP, 10 PP, 12 PP, 30 PP, 4 Bośniacko-Hercegowińskiego Pułku Piechoty, 3 Pułk Piechoty k.k. Landwehry, 30 Pułk Piechoty k.k. Landwehry oraz 24 Batalionu Landsturmu
- 20 rosyjskich

poległych od stycznia do maja 1915.
Spośród 60 pochowanych żołnierzy austriackich znana jest tożsamość 56.

## Galeria

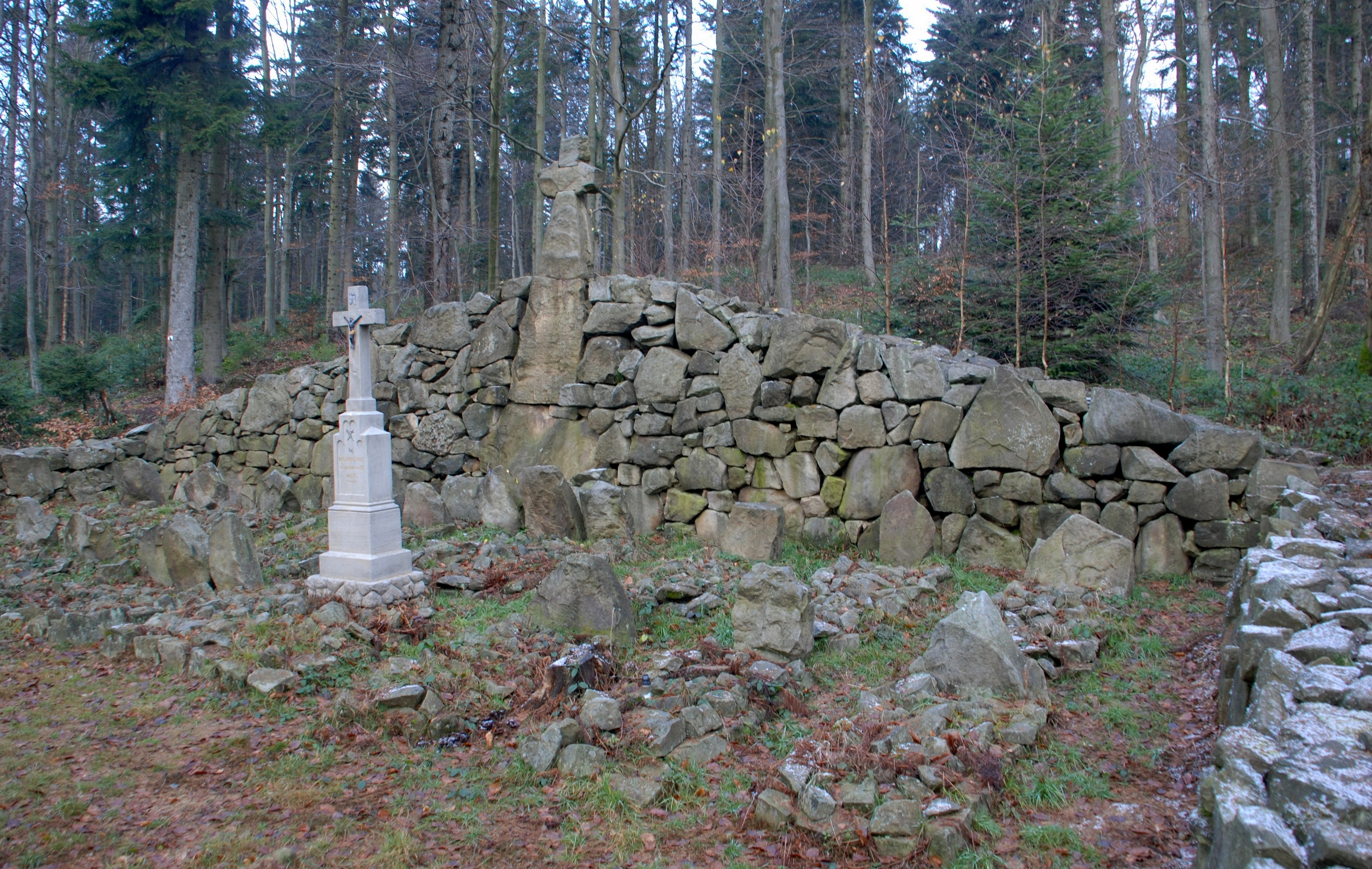
Fragment cmentarza
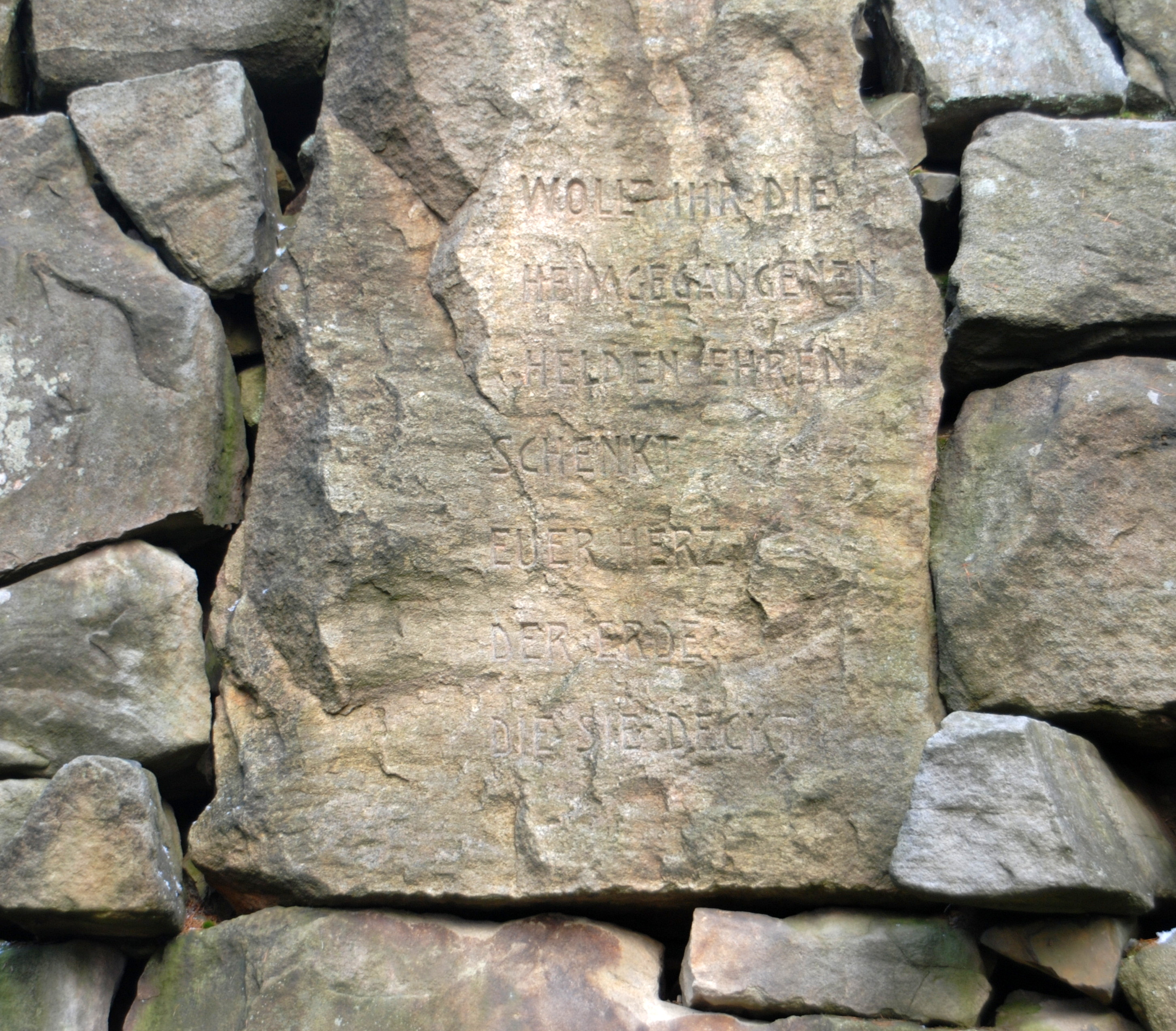
Inskrypcja
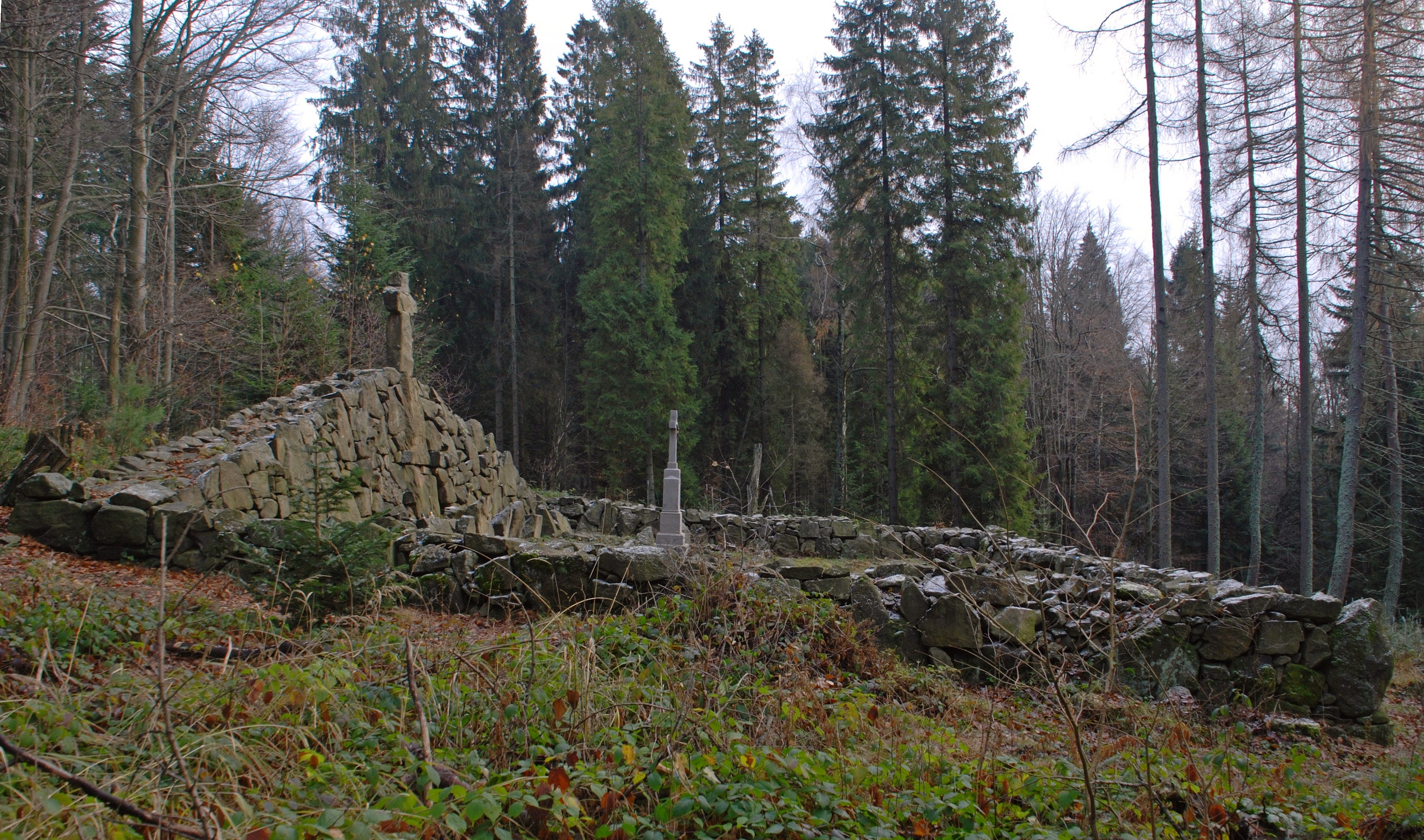
Widok ogólny z zachodu